# Isactinia citrina
Isactinia citrina is een zeeanemonensoort uit de familie van de Actiniidae. De wetenschappelijke naam van de soort is voor het eerst geldig gepubliceerd in 1893 door Haddon & Shackleton.